# Сидорово (Вологодский район)
Сидорово — деревня в Вологодском районе Вологодской области.
Входит в состав Новленского сельского поселения, с точки зрения административно-территориального деления — в Новленский сельсовет.
Расстояние по автодороге до районного центра Вологды — 65,5 км, до центра муниципального образования Новленского — 5,5 км. Ближайшие населённые пункты — Волшницы, Овсянниково, Тупочелово.
По переписи 2002 года население — 8 человек.